# Las dos sendas
Las dos sendas es un cuadro del pintor simbolista español Julio Romero de Torres realizado al óleo y temple sobre lienzo entre 1911 y 1915. Sus dimensiones son de 171,5 x 141 cm. En el cuadro, Julio Romero de Torres nos muestra a tres mujeres, una de ellas desnuda y recostada en un sillón, mientras que detrás se encuentran, a un lado, una monja frente a un arco donde se ve un convento y, al otro lado, una mujer con una bandeja llena de joyas con una fiesta al fondo. Con esta pieza Julio Romero de Torres refleja la dicotomía moral y la filosofía modernista española de principios del siglo XX. En la obra destacan dos de las constantes de su trabajo. Por una parte el erotismo y la sensualidad, de manera vistosa y desacomplejada; por otra parte, nos conduce por los vericuetos del simbolismo, movimiento con el que parece identificarse definitivamente. Desde 1908 la pintura de Romero de Torres abandona la denuncia social y los temas marginales para adentrarse en el retrato simbolista de la mujer española. La joven que aparece desnuda en esta obra tiene ante sí una doble senda, dos posibles caminos diferentes, el de la espiritualidad y el silencio, el de la entrega a Dios, o el de la asunción del mundo, con sus pecados y sus virtudes, con sus lujos y sus tentaciones, sus pros y sus contras. Como suele ser habitual en su obra, las ventanas geminadas que aparecen en el fondo del cuadro ofrecen dos estampas cordobesas, muestra del creciente manierismo en su obra. El simbolismo de los personajes se hace ahora patente en el simbolismo de los espacios.
Las puntillas de los tejidos aumentan su presencia en la obra de Romero. La fecha probable de factura es 1915, pues dentro de poco Romero de Torres ejercerá de profesor de ropaje en la Escuela de Bellas Artes de Madrid y podrá lucir a su gusto su habilidad máxima en los ropajes, aunque el estatismo de los personajes induce a pensar que es anterior.

## Subastas
El 15 de octubre de 2020 se subastó el cuadro Las dos sendas, que era propiedad del grupo empresarial PRASA. La subasta tuvo lugar en la casa Christie's de Nueva York y la obra fue adjudicada por 405.000 euros a un comprador desconocido.